# توكرا
توكرا هم جنس خيالي في مسلسل الخيال العلمي ستارغيت إس جي 1، ظهروا أول مرة في الجزء الثاني بحلقة أثناء الخدمة (In the Line of Duty). وهم عبارة عن مجموعة من الغواؤلد تؤمن بعدم أخذ البشر كمضيفين ضد ارادتهم، وتعمل على مقاومة قادة النظام، ويعدوا أحد أهم وأكبر الحلفاء لكوكب الأرض.
جميع التوكرا انحدروا من ملكة واحدة وهي إيجيرا والتي حاربت الغواؤلد منذ 2000 عام مضت، إلا أن القائد الاعلي رع نجح في هزيمتها. ومن هنا جاء اسم التوكرا حيث أنه يعني ضد رع أو مقاومة رع. على الرغم من انهم والغواؤلد جنس واحد، إلا أن التوكرا يعتبرون تسميتهم بالغواؤلد اهانة. حيث انهم يختلفون عنهم في كل شيء، فهم ياخذون البشر برضائهم فقط، ويزودوهم بحياة طويلة وصحة ممتازة، ويندمجون معهم في علاقة تعايشية حقيقية يتشاركون فيها بنفس الجسد بالتساوي. نتيجة لاعدادهم المنخفضة وقلة مواردهم، هم يفضلون العمل في الخفاء باساليب تشبه حرب عصابات، لإثارة الحروب بين قادة النظام والحرص علي عدم وصول أحدهم لقمة السيطرة الكاملة على المتبقين.